# Jacqueline
Jacqueline er et pigenavn, der er en engelsk/fransk variant af Jakobine med oprindelse i drengenavnet Jakob. Dette stammer fra hebraisk og betyder "den der fatter om hælen". 
Navnet har også kortformerne Jackie og Jacky samt varianten Jacquelyn, og næsten 700 danskere bærer én af de fire versioner ifølge Danmarks Statistik. 
Kortformene Jackie og Jacky bæres også af mænd.

## Kendte personer med navnet
- Jacqueline Bisset, engelsk skuespiller
- Jacqueline Boyer, fransk sanger og skuespiller
- Jacqueline Kennedy, amerikansk præsidentfrue
- Jacqueline du Pré, engelsk cellist

## Navnet anvendt i fiktion
- Jacqueline Bouvier er en figur fra tv-tegnefilmene om The Simpsons.
- Jackie Taylor er en figur i tv-serien Beverly Hills 90210, spillet af Ann Gillespie.
- Nurse Jackie er en amerikansk tv-serie.